# Penha Garcia
Penha Garcia é uma povoação portuguesa sede da Freguesia de Penha Garcia do Município de Idanha-a-Nova, freguesia com 128,42 km² de área e 551 habitantes (censo de 2021), tendo, por isso, uma densidade populacional de 4,3 hab./km². A sua altitude média é de 480m.

## História
A região é fértil em vestígios pré-históricos e romanos, estes últimos bem documentados nas ruínas da capela de S.Lourenço.
De um castro lusitano, em que a serra de Penha Garcia é abundante, deve ter resultado a actual povoação. A penha, a ela sobranceira, deve ter sido fortificada desde a mais remota antiguidade. O seu altaneiro castelo deve ter sido mandado levantar por D. Sancho I que teve a clara intuição política de fortificar a Beira para a defesa do centro do País, contra os inimigos seculares, o leonês que estava para lá do Erges e o mouro para lá do Tejo.
Penha Garcia recebeu Foral D.Afonso III, em 31 de Outubro de 1256.
No documento se diz que se dá aos moradores de Penha Garcia o foro, usos e costumes de Penamacor. Realenga então, Penha Garcia assim continuou até ao tempo de D.Dinis, que em 1303 a doou aos Templários, na pessoa do seu mestre Vasco Fernandes. Dos Templários passou para Ordem de Cristo e, no século XVI, com a integração das ordens militares na coroa, volta novamente à posse régia. D.Manuel I concedera-lhe foral novo, em Santarém, a 1 de Junho de 1510.
A sua comenda pertence, a partir do século XVII, à Casa do Conde de São Vicente da Beira. Foi couto do reino, ou de homiziados, que a rainha D. Maria I extinguiu (como todos os outros) por uma lei de 1790.
Em 6 de novembro de 1836, dava-se a extinção do concelho de Penha Garcia. A partir daí, passou a fazer parte do concelho de Monsanto até à sua extinção em 1855, data em que passou para o concelho (atual município) de Idanha-a-Nova.

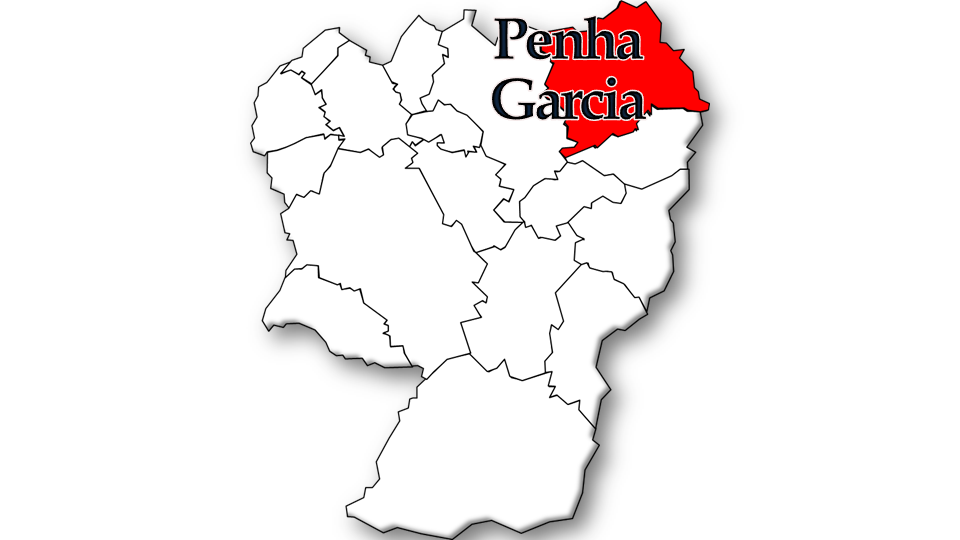
Localização no Município de Idanha-a-Nova

## Demografia
A população registada nos censos foi:
| Ano  | 0-14 Anos | 15-24 Anos | 25-64 Anos | > 65 Anos |
| 2001 | 64        | 75         | 376        | 413       |
| 2011 | 39        | 45         | 270        | 394       |
| 2021 | 25        | 29         | 191        | 306       |

## Património
- Castelo de Penha Garcia

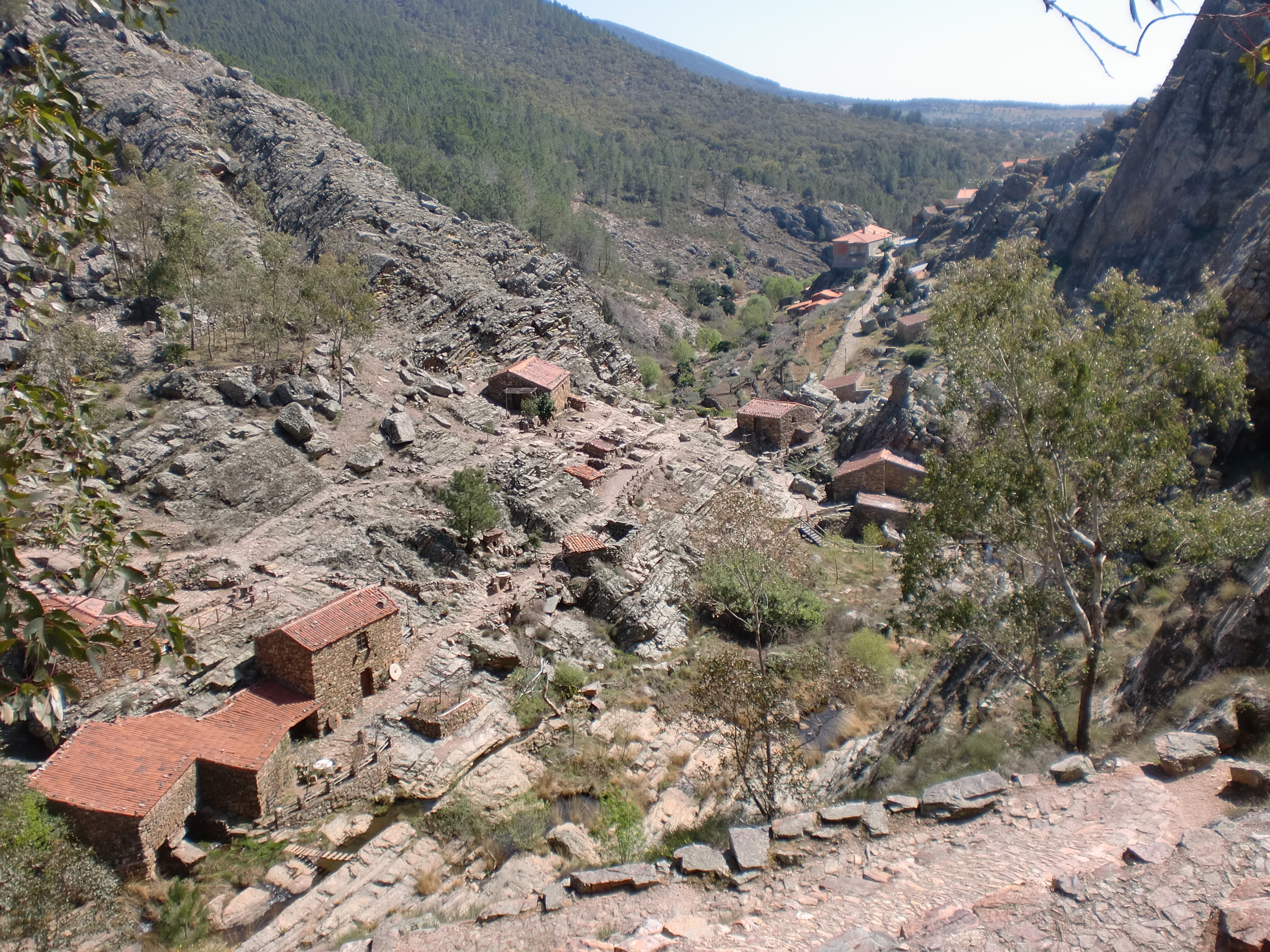
Vale do Ponsul

- Igreja de Nossa Senhora da Conceição (matriz de Penha Garcia)
- Capelas de S. Sebastião, S. Lourenço e Espírito Santo
- Pelourinho de Penha Garcia[6]

### Locais de interesse
- Casas Senhoriais
- Fornos Comuns
- Forja
- Posto de turismo
- Imagem de Nossa Senhora do Leite, na igreja matriz, esculpida em pedra de ançã do sec XV
- Rota dos fósseis, inserida no Geoparque Naturtejo[10]
- Barragem de Penha Garcia
- Moinhos de água no rio Ponsul

## Cultura

### Museu
- Museu Etnográfico/Casas Etnográficas de Penha Garcia

### Gastronomia
Na gastronomia tradicional, destacam-se os seguintes pratos: ensopado de cabrito, sopa de grão com massa, gaspacho, migas, prova de chouriço à moda do raiano, ensopado de javali, queijo fresco e curado de cabra, de mistura e de ovelha.

### Artesanato
Adufes, cobertas de trapos, rendas, trabalhos em madeira, cortiça e ferro, rodilhas e cântaros.

### Colectividades
- Associação de Defesa do Património Cultural e Natural de Penha Garcia -  Grupo Etnográfico os “Garcias”;
- Associação de Caça e Pesca de Penha Garcia;
- Bombeiros Voluntários de Idanha-a-Nova - Secção de Penha Garcia;
- Centro Social e Paroquial de Penha Garcia;
- Liga de Amigos de Penha Garcia - fundada em 12 de Maio de 1979 com a finalidade de colaborar e implementar acções de carácter cultural e social em prol de Penha Garcia e dos seus naturais;
- Núcleo do Sporting Clube de Portugal de Penha Garcia
- Rancho Folclórico de Penha Garcia;
- Grupo Desportivo Cultural Recreativo de Penha Garcia.

### Festas Anuais
- Festa anual no mês de agosto, festa dos Joões no dia de S. João
- Nossa Senhora da Conceição (2º fim-de-semana de agosto)
- Jornadas Etnográficas de Penha Garcia Antiga (trienal - fins de julho)

### Feiras e Mercados
- Feiras em 25 de março, 20 de maio e 25 de agosto
- Mercado: primeiro sábado de cada mês.